# Péault
Péault é uma comuna francesa na região administrativa da Pays de la Loire, no departamento de Vendéia. Estende-se por uma área de 9,09 km². Em 2010 a comuna tinha 632 habitantes (densidade: 69,5 hab./km²).